# Рождественские эльфы

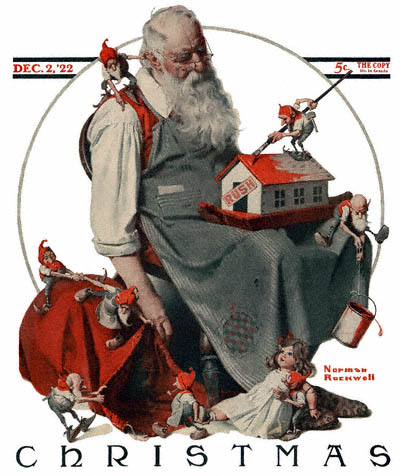
Санта-Клаус и эльфы. Рисунок 1922 года

«Рождественские эльфы» (англ. Christmas elves) — в современной западной рождественской традиции помощники Санта-Клауса, живущие с ним на Северном Полюсе и делающие игрушки, которые он дарит детям. Обычно они изображаются в виде маленьких, часто старых человечков в костюмах красных и зелёных цветов и в колпаках на голове.

## История
Впервые рождественские эльфы появились в литературе в начале 1850-х годов, когда Луиза Мэй Олкотт написала оставшуюся неизданной книгу «Рождественские эльфы» (англ. Christmas Elves). Образ эльфов — работников мастерской игрушек популяризовал журнал «Godey's Lady's Book», у которого на обложке рождественского выпуска 1873 года были изображены Санта-Клаус, эльфы и игрушки с подписью: «Как мы представляем подготовку к обеспечению детей игрушками на Рождество» (англ. Here we have an idea of the preparations that are made to supply the young folks with toys at Christmas time). Закрепила популярность этих человечков книга Остин Томпсон «Дом Санта-Клауса, рождественское сказочное шоу для субботних школ» (англ. The House of Santa Claus, a Christmas Fairy Show for Sunday Schools) 1876 года. С 1880-х годов образ становится частью массовой культуры.
В скандинавских странах наблюдается взаимодействие представления о рождественских эльфах и рождественских ниссе.
Эльфы фигурируют во множестве современных произведений на рождественскую тематику.